# Изворни саламандри
Изворните саламандри (Gyrinophilus) са род земноводни от семейство Безбелодробни саламандри (Plethodontidae).
Таксонът е описан за пръв път от американския палеонтолог Едуард Дринкър Коуп през 1869 година.

## Видове
- Gyrinophilus gulolineatus
- Gyrinophilus palleucus – Бледа саламандра
- Gyrinophilus porphyriticus – Изворна саламандра
- Gyrinophilus subterraneus